# Naser Ferri
Naser Ferri (ur. 12 stycznia 1955 w Peciu) – kosowski i jugosłowiański historyk i archeolog.

## Życiorys
W 1978 roku ukończył studia archeologiczne na Uniwersytecie w Zagrzebiu i studia podyplomowe w 1987. W 1997 obronił pracę doktorską.
W 1979 roku rozpoczął pracę w Instytucie Albanologicznym w Prisztinie, początkowo jako asystent, a od 2003 roku jako doradca naukowy.
Od 1998 roku pracuje na Wydziale Historyczno-Filozoficznym Uniwersytetu w Prisztinie, a od 2008 roku również na Uniwersytecie w Djakowicy.
W 1999 roku był dyrektorem Muzeum Kosowa w Prisztinie.
Poza językiem albańskim, Naser Ferri deklaruje znajomość języka włoskiego, chorwackiego i angielskiego.
Jest członkiem Stowarzyszenia Archeologów Słowenii.

## Wybrane publikacje
- Statusi shoqëror-ekonomik i të liruarve në provincën romake Moesia Superior (1996)[1][2]
- Monumentet e ushtrisë romake në Mezi të Epërme (2001)[1][3]
- Štovanje domaćih i uvezenih božanstava u nastambama i na javnim mjestima u Rimskoj Dardaniji (2011)
- Mythologia Viva-Mitologjia e gjallë (2012)[1]
- Živa mitologija (2015) ISBN 978-953-96685-9-2[4]
- Dardania sacra (2019)[5]
- Peja gjatë antikitetit (2019) ISBN 978-9951-24-084-0[6]